# Evrim Camuz

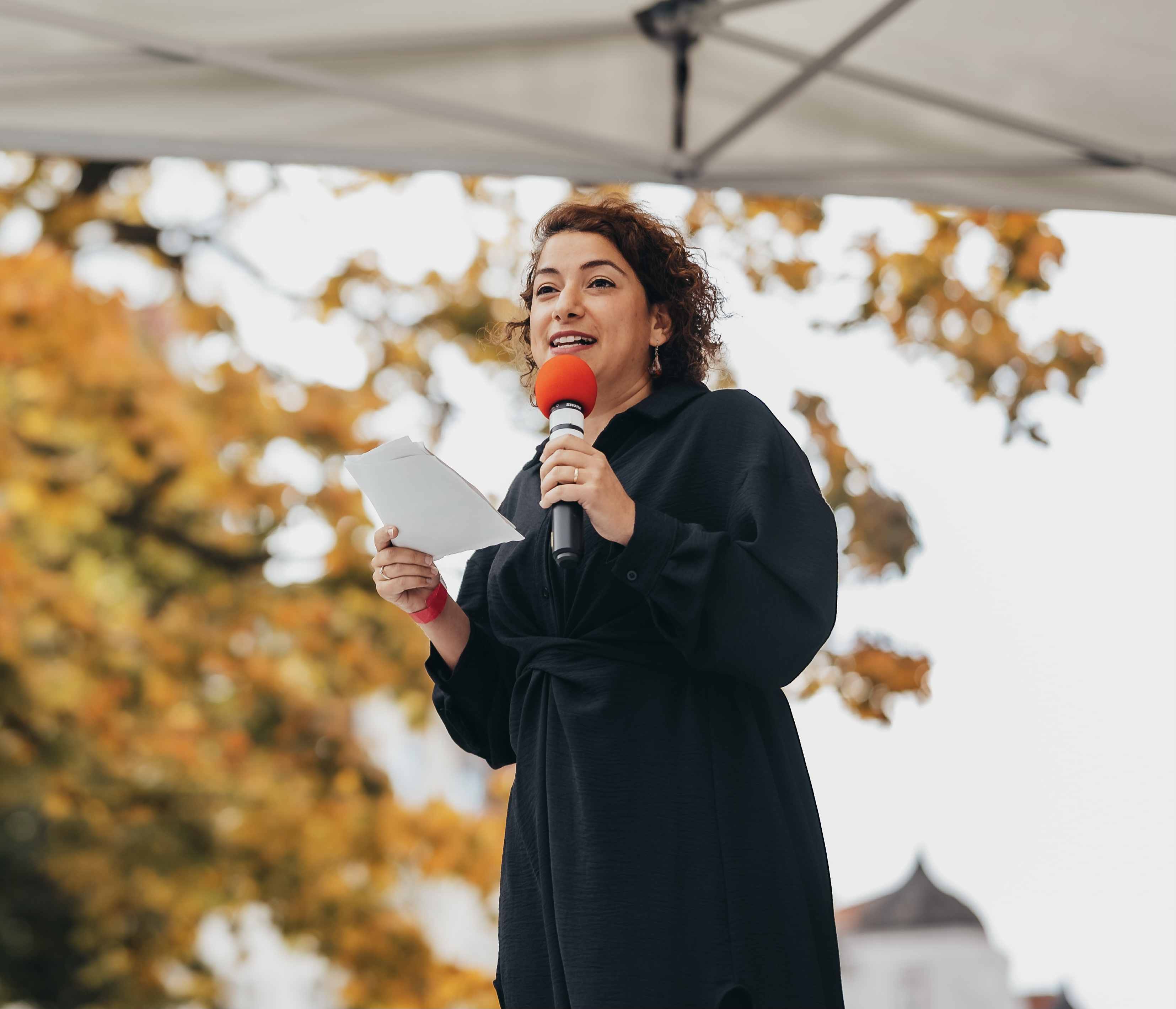
Evrim Camuz, 2022

Evrim Camuz (* 28. März 1988 in Ibbenbüren, Kreis Steinfurt) ist eine deutsche Politikerin (Bündnis 90/Die Grünen). Bei der Landtagswahl 2022 wurde sie in den Niedersächsischen Landtag gewählt.
Evrim Camuz machte ihr Abitur am städtischen Gymnasium Augustinianum in Greven. 2008 nahm Evrim Camuz an einem Europäischen Freiwilligendienst in Barcelona in Spanien teil. Dort arbeitete sie für die Organisation Casal dels Infants, die 2012 mit dem Friedenspreis der Spanischen Gesellschaft für die Vereinten Nationen ausgezeichnet wurde. Von 2009 bis 2012 absolvierte sie ihr Bachelor-Studium an der Universität Maastricht, innerhalb dessen sie ein Auslandssemester am Institut d’études politiques de Toulouse der Universität Toulouse verbrachte. In Maastricht studierte Evrim Camuz Internationale Beziehungen, Europäisches und Internationales Privatrecht. Anschließend erwarb sie ihren Master in Politik- und Wirtschaftswissenschaften im Nahen und Mittleren Osten sowie Islamischem Recht an der School of Oriental and African Studies an der University of London. Parallel zu ihrem Masterstudium arbeitete Evrim Camuz zunächst in einem parteiunabhängigen Think Tank namens DEMOS in London und zog anschließend für einen wissenschaftlichen Aufenthalt am Berkman Klein Center for Internet & Society, einem interdisziplinären Forschungszentrum der Harvard University nach Cambridge, in die USA. Danach studierte sie Rechtswissenschaften an der Universität Hannover, während sie eine wissenschaftliche Hilfstätigkeit am Lehrstuhl für Strafrecht, Strafprozessrecht, Strafrechtsvergleichung und Rechtsphilosophie ausübte.
Seit 2011 ist Evrim Camuz Mitglied von Bündnis 90/Die Grünen, wobei sie seit 2016 Mitglied der Regionsversammlung der Region Hannover ist. Von 2018 bis zu ihrer Wahl in den Niedersächsischen Landtag 2022 war sie Vorsitzende der Grünen-Fraktion in der Regionsversammlung. In ihrer ersten Legislaturperiode (2016–2021) war sie Mitglied des Aufsichtsrats hannoverimpuls GmbH und ist mit einer Unterbrechung zu Anfang ihrer zweiten Wahlperiode (2021–2023) bis heute im Aufsichtsrat der regiobus Hannover GmbH. Evrim Camuz ist Mitglied im Ausschuss für Organisation, Personal, Finanzen und Digitalisierung sowie im Ausschluss für Soziales, Wohnungswesen und Teilhabe.
Bei der Landtagswahl 2022 trat sie im Wahlkreis Hannover-Linden an und zog über die Landesliste in das Parlament ein. Evrim Camuz konnte das Direktstimmen-Ergebnis im Vergleich zu 2017 um 16,3 % steigern und erhielt insgesamt 28,7 % der Stimmen.
Evrim Camuz ist Sprecherin der grünen Landtagsfraktion für Rechtspolitik, Verfassungsfragen, Verfassungsschutz und Informationsfreiheit. Sie ist Mitglied des Ausschusses für Rechts- und Verfassungsfragen, des Ausschusses für Angelegenheiten des Verfassungsschutzes sowie im Wahlprüfungsausschuss, der Datenschutzkommission und des Ausschusses zur Kontrolle besonderer polizeilicher Datenerhebungen. Seit November 2022 ist sie Vorsitzende der Datenschutzkommission und seit Dezember 2023 Schriftführerin des Niedersächsischen Landtages. Inhaltlich hat sich Evrim Camuz dem Ziel einer feministischen und teilhabeorientierten Rechtspolitik verschrieben.
Seit 2014 wohnt Evrim Camuz im hannoverschen Stadtbezirk Linden-Limmer. Sie ist verheiratet und hat zwei Kinder. Ihre Familie stammt aus Hatay in der Türkei.